# ATTRACTIONS! KONISHI YASUHARU Remixies 1996-2010
『ATTRACTIONS! KONISHI YASUHARU Remixes 1996-2010』（アトラクションズ・コニシ・ヤスハル・リミクシーズ 1996-2010）は、2010年3月3日にREADYMADE V.I.C.から発売された小西康陽によるリミックス・アルバム。規格品番：VICL-63415/6。

## 解説
小西がこれまで制作したものに加えて本作用に新たに手掛けた邦楽・洋楽のリミックス楽曲群をレーベルの枠を越えてCD2枚組にコンパイル。本作を自身のリミックス作品のハイライト集であると位置づけている。ジャケットには熊田曜子を起用。別途32頁のライナーノーツを収載。

## 収録曲
曲名右隣の（ ）内の年代は発表年を示す。(*)は本作のための新リミックス曲。
DISC1の1・7曲目以外が既発オリジナル曲のリミックス・バージョン。

### DISC 1
1. TRAILER
作曲：小西康陽
2. スプリームス / You Can't Hurry Love （2007年）
作詞・作曲：Brian Holland - Lamont Dozier - Eddie Holland
3. ジェームス・ブラウン / Sex Machine （2002年）
作詞・作曲：James Brown - Bobby Byrd - Ronald Lenhoff
4. HIPSTER IMAGE / Make Her Mine （1999年）
作詞・作曲：E. Lease
5. ツイッギー / When I Think Of You （2004年）
作詞・作曲：Tommy Scott - Peter Law
6. Cornerlius / Count 5,6,7,8. （1998年）
作詞・作曲：小山田圭吾
7. 小西康陽 / はいからはくち （2002年）
作詞：松本隆　作曲：大瀧詠一
8. イエロー・マジック・オーケストラ / TECHNOPOLIS （1999年）
作曲：坂本龍一
9. エレキハチマキ / (It's a) Gloomy day （1999年）
作詞：坂井壱郎　作曲：後藤孝広
10. coba / K jungle （1996年）
作曲：coba
11. 山下毅雄 / プレイガール （1999年）
作曲：山下毅雄
12. Fantastic Plastic Machine / I (Love) FPM （1999年）
作詞：田中知之　作曲：田中知之/池田正典/佐々田健男
13. 高中正義 / BLUE LAGOON （2001年）
作曲：Masayoshi Takanaka

### DISC 2
1. ボーイズ・タウン・ギャング / CAN'T TAKE MY EYES OFF YOU （2010年）(*)
作詞・作曲：B.Crewe B.Gaudio
2. SMAP / SHAKE （2010年）(*)
作詞：森浩美　作曲：小森田実
3. 佐良直美 / 私の好きなもの （2010年）(*)
作詞：永六輔　作曲：いずみたく
4. 橋幸夫～スカポンタス feat. 橋幸夫 / 恋のメキシカン・ロック （2010年）(*)
作詞：佐伯孝夫　作曲：吉田正
5. 雪村いづみ / 恋人になって I WANT YOU TO BE MY BABY （2010年）(*)
作詞・作曲：John Hendricks　訳詞：井田誠一
6. 小西康陽 / ルパン三世主題歌3 （1998年）
作詞：東京ムービー企画部　作曲：山下毅雄
7. フィンガー5 / 恋のダイヤル6700 （1999年）
作詞：阿久悠　作曲：井上忠夫
8. クレイジーケンバンド / 葉山ツイスト （2010年）(*)
作詞・作曲：横山剣
9. シーナ&ザ・ロケッツ / LEMON TEA （2007年）
作詞：柴山俊之　作曲：鮎川誠
10. C-C-B / Romanticが止まらない （2007年）
作詞：松本隆　作曲：筒美京平
11. キリンジ / 君の胸に抱かれたい〜エイリアンズ （2002年）
作詞・作曲：堀込泰行/堀込高樹
12. 松平健 / マツケンサンバ II （2004年）
作詞：吉峯暁子　作曲：宮川彬良
13. 少年隊 / ABC （2007年）
作詞：松本隆　作曲：筒美京平

## クレジット
- 監修・選曲・アートディレクション：小西康陽
- リミックス：小西康陽 （DISC1・1、7曲目以外）
- プログラミング：新井俊也・廣瀬修
- ジャケットモデル：熊田曜子
- 写真：鶴田直樹